# مطيافية الأشعة السينية بالإلكترون الضوئي

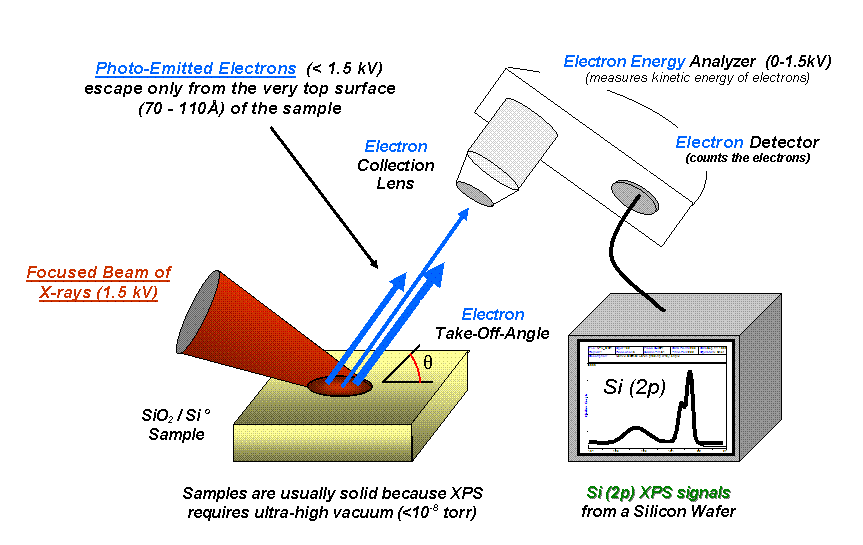

XPS مطيافية الاشعه السينيه الإلكتروضوئية 
مطيافية الاشعة السينية : هي تقنية طيفية تقوم بقياس التكوين العنصري، الصيغة التجريبية، الحالة الكيميائية والحالة الإلكترونية للعناصر الموجودة في المادة المكونه لسطح عينة ما .
يتم الحصول على الاشعه السينية المستخدمة عن طريق اشعاع مادة مع شعاع من الاشعة السينية حيث يتم قياس الطاقة الحركية وعدد الالكترونات.
مطيافية الاشعه السينية تستخدم لقياس أسطح المواد الكيميائية في حالتها الطبيعية أو في الحالة المعالجة مثل التكسير أو القطع أو التجريف في الهواء .
- •	يعرف مطيافية الاشعه السينية (بالإنكليزية ESCA - Electron Spectroscopy for Chemical Analysis) أي التحليل الطيفي الإلكتروني للتحليل الكيميائي، وهو اختصار قدمته مجموعة أبحاث كاي سيغبان للتأكيد على المعلومات الكيميائية (وليس عنصرية فقط) التي توفرها هذه التقنية.
- •	من حيث المبدأ يكشف مطيافية الاشعه السينية جميع العناصر. في الممارسة العملية، باستخدام مصادر الأشعة السينية المخبرية على نطاق المختبر، مطيافية الاشعه السينية بالكشف عن جميع العناصر مع عدد ذري (الليثيومZ=3 ) وما فوق. فإنه لا يمكن بسهولة الكشف عن الهيدروجين (Z = 1) أو الهيليوم (Z=2)
- •	وتستخدم مطيافية الاشعه السينية بشكل روتيني لتحليل المركبات غير العضوية والسبائك المعدنية وأشباه الموصلات والبوليمرات والعناصر والمحفزات والنظارات والسيراميك والدهانات والأوراق والأحبار والغابات وقطع النبات والمكياج والأسنان والعظام والغرسات الطبية والمواد الحيوية، والزيوت اللزجة، والمواد اللاصقة.
- •	أقل استخداما بشكل روتيني لتحليل الأشكال المائية لبعض المواد المذكورة أعلاه عن طريق تجميد العينات في حالتها المائية في بيئة نقية جدا، والسماح أو التسبب متعددة الطبقات من الجليد إلى سامية بعيدا قبل التحليل. يسمح تحليل مطيافية الاشعه السينية المائي هذا ببنية عينة رطبة، والتي قد تكون مختلفة عن هياكل العينات المجففة بالهواء، والتي يجب دراستها في هيكلها المائي الأكثر استخداما. العديد من المواد الحيوية مثل الهلاميات المائية هي أمثلة على هذه العينات.

## القياسات
مطيافية الاشعه السينية تستخدم لقياس:
I.* المكونات العنصرية لسطح العينة (أعلى 0-10 نانومتر بالعادة)
- II.صيغة تجريبية من المواد النقية
- III.العناصر التي تلوث السطح
- IV.الحالة الكيميائية أو الإلكترونية من كل عنصر في السطح.
- V.واستخدمت أجهزة مطيافية الاشعه السينية التجارية في عام 2005 إما شعاعا داخل المونوكروميتر يتراوح قطره بين ( 20-500( ميكرومتر من الأشعة السينية.
- VI. وهناك عدد قليل من أدوات أجهزة مطيافية الاشعه السينية المصممة خصيصا لتحليل السوائل أو الغازات المتطايرة، أو المواد عند ضغط 1 تور تقريبا (1.00 تور = 1.33 مليبار)، ولكن هناك عدد قليل نسبيا من هذه الأنواع من أنظمة أجهزة مطيافية الاشعه السينية لها القدرة على تسخين أو تبريد العينة أثناء أو قبل تحليل.

## التاريخ
في عام 1887، اكتشف هاينريش رودولف هيرتز ولكن لم يستطع تفسير التأثير الكهروضوئي، الذي أوضح لاحقا في عام 1905 من قبل ألبرت أينشتاين (جائزة نوبل في الفيزياء 1921). بعد عامين من نشر أينشتاين، في عام 1907، P.D. قام إينيس بتجريب أنبوب رونتجن، لفائف هيلمهولتز، نصف الكرة الأرضية المجال المغناطيسي (محلل الطاقة الحركية الإلكترون)، لوحات التصوير، لتسجيل نطاقات واسعة من الإلكترونات المنبعثة كدالة للسرعة، في الواقع تسجيل أول طيف الاشعه السينية، وقام باحثون آخرون، منهم هنري موسيلي ورولينسون وروبنسون، بإجراء تجارب مختلفة بشكل مستقل لفرز التفاصيل في النطاقات الواسعة.
بعد الحرب العالمية الثانية، كاي سيغبان ومجموعة أبحاثه في أوبسالا (السويد) وضعت العديد من التحسينات الهامة في المعدات، وفي عام 1954 سجلت أول طيف من الاشعه السينية القرار عالية الطاقة من كلوريد الصوديوم المشقوق (NaCl)، وكشف عن إمكانات مطيافية الاشعه السينية.
بعد بضع سنوات في عام 1967، نشرت سيغبان دراسة شاملة لمطيافية الاشعه السينية، مما جعل الاعتراف الفوري لفائدة مطيافية الاشعه السينية، الذي أشار إليه إيسكا (الطيف الإلكتروني للتحليل الكيميائي). وبالتعاون مع سيغبان، قامت مجموعة صغيرة من المهندسين (مايك كيلي، تشارلز برايسون، لافير فايي، روبرت تشاني) في هيوليت باكارد في الولايات المتحدة الأمريكية، بإنتاج أول أداة مطيافية الاشعه السينية أحادية اللون التجارية في عام 1969. حصل سيغبان على جائزة نوبل للفيزياء عام 1981 ، للاعتراف بجهوده الواسعة لتطوير مطيافية الأشعة السينية إلى أداة تحليلية مفيدة.
وبالتوازي مع عمل سيغبان، قام ديفيد تيرنر في كلية إمبريال (وبعد ذلك في جامعة أكسفورد) في المملكة المتحدة بتطوير التحليل الطيفي الضوئي فوق البنفسجي (أوبس) على الأنواع الجزيئية باستخدام مصابيح الهيليوم. .

## التأثير الكهروضوئي
طاقة الأشعة السينية ذات الطول الموجي المعين معروفة (للأشعة السينية من نوع (Al Kα X-rays) تساوي 1486.7 الكترون فولت ولأن الطاقات الحركية للإلكترونات المنبعثة تقاس، فإن طاقة الإلكترون الملزمة لكل من الإلكترونات المنبعثة يمكن أن تكون تحدد باستخدام معادلة تستند إلى عمل إرنست رثرفورد (1914):
طاقة الربط = طاقة الفوتون – ( الطاقة الحركية + Φ )
- طاقة الربط = الطاقة الربط للإلكترون
- طاقة الفوتون = طاقة فوتونات الأشعة السينية المستخدمة
- الطاقة الحركية = الطاقة الحركية للإلكترون كما يقاس بواسطة الجهاز
- Φ = دالة الشغل التي تعتمد على كل من مطياف والمواد

## الجهاز ومكوناته
مكونات الجهاز الرئيسيه : 
تشمل المكونات الرئيسية لنظام مطيافية الاشعه السينية المصنوع تجاريا مصدرا للأشعة السينية، وغرفة الفولاذ المقاوم للصدأ، وعدسة جمع الإلكترون، ومحلل طاقة الإلكترون، والدروع المعدنية المغنطيسية المعدنية، نظام كشف الكترون.

## الاستخدامات والقدرات
يستخدم مطيافية الاشعة السينية بشكل روتيني لتحديد:
- • ما هي العناصر وكمية تلك العناصر الموجودة في أعلى 1-12 نانومتر من سطح العينة.
- •	ما هو التلوث الموجود على السطح أو في الجزء الأكبر من العينة.
- •	صيغة تجريبية للمادة الخالية من التلوث السطحي المفرط.
- •	تحديد الحالة الكيميائية واحد أو أكثر من العناصر في العينة، وكذلك إعطاء معلومات عن الترابط المحلي من الذرات.
- •	الطاقة اللازمة لواحدة أو أكثر من الحالات الإلكترونية.
- •	سمك واحد أو أكثر من طبقات رقيقة (1-8 نانومتر) من مواد مختلفة داخل أعلى 12 نانومتر من السطح.
- •	كثافة ستاتس الإلكترونية.
- •	المركبات غير العضوية والسبائك المعدنية وأشباه الموصلات والبوليمرات والعناصر النقية والمحفزات والسيراميك والدهانات والأوراق والأحبار والغابات وأجزاء النبات والمكياج والأسنان والعظام والزرع البشري والمواد الحيوية.[4]

## الحالات الكيميائية والتحول الكيميائي
تشير «الحالة الكيميائية» إلى البيئة الترابطية المحلية للأنواع المعنية، وتتأثر البيئة الترابطية المحلية للأنواع المعنية بحالتها الأكسدة الرسمية، وهوية أقرب ذرة مجاورة لها، وتهجين الروابط إلى أقرب ذرة مجاورة، وفي بعض الحالات حتى التهجين الترابط بين الذرات الا، أقرب ذرة مجاورة.
وهكذا، في حين أن الطاقة الللازمة للإلكترون C 1S هي 284.6 فولت (285.0 فولت كقيمة للطاقة المستخدمه من الكربون)، والتحولات خفية ولكن قابلة للتكرار في الطاقة الملزمة الفعلية، ما يسمى التحول الكيميائي، تقديم معلومات الحالة الكيميائية المشار إليها هنا.
وتستخدم تحليل الحالة الكيميائية على نطاق واسع لعنصر الكربون. ويكشف تحليل الحالة الكيميائية لسطح البوليمرات المحتوية على الكربون بسهولة وجود أو عدم وجود الحالات الكيميائية للكربون وذلك بشكل تقريبي لزيادة طاقة الربط، على النحو التالي: كربيد (-C2-)، سيليكون (-Si- (CH2)، الميثيلين / الميثيل / الهيدروكربون (-CH2-CH2- و CH3-CH2- و -CH = CH-) والأمين (-CH2-NH2) والكحول (-C-أوه) والكيتون )، و إستر العضوي (-COOR)، و كربونات (-CO32-)، و مونوفلورو-هيدروكربون (-CFH-CH2-)، و ديفلورو-هيدروكربون (-CF2-CH2-)، و ثلاثي فلوروكربون (-CH2-CF3) بعض الأمثلة.
الدقة الكمية للتحليل
يستخدم مطيافية الأشعة السينية على نطاق واسع لتوليد صيغة تجريبية لأنه يعطي بسهولة دقة كمية ممتازة من المواد الصلبة متجانسة.
ويمكن تقسيم الكمي إلى فئتين: التحديد الكمي المطلق والكمية النسبية. وعادة ما يتطلب الأول استخدام العينات القياسية المعتمدة (أو التي تم التحقق منها بشكل مستقل)، وعادة ما تكون أكثر تحديا، وعموما أقل شيوعا.
القياس الكمي هو أكثر شيوعا وينطوي على مقارنات بين عدة عينات في مجموعة التي واحدة أو أكثر من التحاليل هي متنوعة في حين أن جميع المكونات الأخرى (مصفوفة العينة) ثابتة.
وتعتمد الدقة الكمية على عدة معلمات مثل: نسبة الإشارة إلى الضوضاء، وكثافة الذروة، ودقة عوامل الحساسية النسبية، والتصحيح لوظيفة إرسال الإلكترون، وتجانس حجم السطح، وتصحيح الاعتماد على الطاقة للمتوسط الحر للإلكترون، ودرجة تدهور العينة بسبب التحليل.
وفي ظل الظروف المثلى، تكون الدقة الكمية لقيم النسبة المئوية الذرية (عند٪) المحسوبة من قمم زس الرئيسية هي 90-95٪ لكل ذروة رئيسية. إذا تم استخدام بروتوكول مراقبة جودة عالية المستوى، ويمكن تحسين دقة أخرى.
في ظل ظروف العمل الروتينية، حيث يكون السطح خليط من التلوث والمواد المتوقعة، تتراوح الدقة من 80-90٪ من القيمة المبلغ عنها في قيم النسبة الذرية.
وتكون الدقة الكمية لإشارات مطيافية الأشعة السينية الضعيفة، التي لها شدة ذروة تتراوح بين 10 و 20٪ من أقوى إشارة، هي 60-80٪ من القيمة الحقيقية، وتعتمد على مقدار الجهد المستخدم لتحسين نسبة الإشارة إلى الضوضاء ( على سبيل المثال عن طريق المتوسط المتوسط للإشارة).
الدقة الكمية (القدرة على تكرار القياس والحصول على نفس النتيجة) هو الاعتبار الأساسي للإبلاغ المناسب عن النتائج الكمية. وينبغي استخدام الاختبارات الإحصائية القياسية، مثل اختبار الطالب لمقارنة الوسائل، لتحديد مستويات الثقة في متوسط القيمة من مجموعة من القياسات المكررة، وعند مقارنة متوسط قيم مجموعتين مختلفتين أو أكثر من النتائج. وبوجه عام، فإن قيمة p (ناتج اختبار t للطالب) 0.05 أو أقل تشير إلى مستوى الثقة (95٪) المقبول في الحقل على أنه هام.

## الايجابيات
1-# وقت التحليل :
تتراوح عادة 1-20 دقيقة لمسح مسح واسع أن يقيس كمية جميع العناصر القابلة للكشف، وعادة 1-15 دقيقة لمسح عالية الدقة التي تكشف عن اختلافات الحالة الكيميائية.
1. 2-حدود الكشف (0.1-1.0)
2. 3-المساحة المقاسة :

تعتمد المساحة المقاسة على تصميم الجهاز. وتتراوح مساحة التحليل الدنيا بين 10 و 200 ميكرومتر. أكبر حجم لشعاع أحادي اللون من الأشعة السينية هو 1-5 ملم. الحزم غير أحادي اللون هي 10-50 ملم في القطر. وقد تم تحقيق مستويات دقة الصورة الطيفية من 200 نانومتر أو أقل على أحدث أجهزة التصوير مطيافية الاشعة السينية باستخدام الإشعاع السنكروترون كمصدر الأشعة السينية.
1. 4-حدود حجم العينة:

يتقبل الجهاز العينات الصغيرة والكبيرة الحجم.
1. 5-التفكك خلال التحليل:

تعتمد حساسية المادة على الطول الموجي للأشعة السينية المستخدمة، الجرعة الكلية للأشعة السينية، ودرجة حرارة السطح ومستوى الفراغ.
المعادن والسبائك والسيراميك لا تتحلل بشكل ملموس إما غير أحادي اللون أو أحادي اللون الأشعة السينية، بعض البوليمرات، ولكن ليس كلها، والمحفزات، وبعض المركبات المؤكسجة للغاية، والمركبات غير العضوية المختلفة والمواد العضوية الدقيقة قد تدهورت إما من مصادر أحادية اللون أو غير أحادية اللون.

## تفاصيل التحليل
تقنيات تعويض الشحنة:
•*شعاع الإلكترون ذات الجهد المنخفض (1-20 فولت) (أو بندقية إلكترونات).
•* أضواء الأشعة فوق البنفسجية.
- •شعاع ارغون منخفض الجهد مع شعاع إلكترون منخفض الجهد (1-10 فولت)
- •أقنعة الفتحة.
- •شاشة من شبكة مع شعاع الإلكترون ذات الجهد المنخفض.

تحضير العينات للتحليل :
1. •	التعامل مع العينة
2. •	تنظيف العينة
3. •	تصاعد العينة
4. •	طحن العينة

## قراءة إضافية
- Handbooks of Monochromatic XPS Spectra - Fully Annotated, PDF of Volumes 1 and 2, B.V.Crist, published by XPS International LLC, 2005, Mountain View, CA, USA
- Handbooks of Monochromatic XPS Spectra, Volumes 1-5, B.V.Crist, published by XPS International LLC, 2004, Mountain View, CA, USA
- Surface Analysis by Auger and X-ray Photoelectron Spectroscopy, ed. J.T.Grant and D.Briggs, published by IM Publications, 2003, Chichester, UK
- An Introduction to Surface Analysis by XPS and AES, J.F.Watts, J.Wolstenholme, published by Wiley & Sons, 2003, Chichester, UK, ISBN 978-0-470-84713-8
- Practical Surface Analysis by Auger and X-ray Photoelectron Spectroscopy, 2nd edition, ed. M.P.Seah and D.Briggs, published by Wiley & Sons, 1992, Chichester, UK
- Practical Surface Analysis by Auger and X-ray Photoelectron Spectroscopy, ed. M.P.Seah and D.Briggs, published by Wiley & Sons, 1983, Chichester, UK ISBN 0-471-26279-X
- Surface Chemical Analysis — Vocabulary, ISO 18115 : 2001, المنظمة الدولية للمعايير (ISO), TC/201, Switzerland,
- Handbook of X-ray Photoelectron Spectroscopy, J.F.Moulder, W.F.Stickle, P.E.Sobol, and K.D.Bomben, published by Perkin-Elmer Corp., 1992, Eden Prairie, MN, USA

## روابط خارجية
- X-Ray Photoelectron Spectroscopy Overview
- The conventional X-Ray source at the Surface Science Laboratory - Instrumental description and guided tour
- The SuperESCA beamline @ Elettra Welcome to the Fast XPS beamline!
- Monochromated XPS Technique background information, useful analysis resources and monochromated XPS equipment description.